# Johann Gottfried Hödrich
Johann Gottfried Hödrich (døbt 6. juni 1697 i Greifendorf, Sachsen – død tidligst 8. april 1745 i Viborgsøerne, begravet 25. maj 1745 på Gråbrødre Kirkegård i Viborg) var en dansk bygmester af tysk herkomst, som især har sat sit præg på Viborg.
Han var søn af gartner Johan Georg Hederich og Regina NN og kom til Viborg 1727 som murer og bygmester efter den store brand i 1726. Han fik overladt genrejsningen af en del offentlige bygninger og kom derigennem i kontakt med byens øvrighed, biskoppen, stiftamtmanden etc. Hödrich blev gift 31. oktober 1728 i Viborg med Hylleborg Poulsdatter Møller.
Hans barokhuse fik stor betydning for købstadens bybillede og præger stadig byen. Ofte benyttede Hödrich store, opskalkede valmtage over kraftigt formede gesimser. Der findes en egenhændig skitse til en sådan gesims på en materialeberegning til Sct. Mogens Gade 1. Der findes også stadig levn af hans interiørdekoration, fx en kaminindramning i Bispegården, i hvis genrejsning han sikkert har været aktiv.
På trods af de mange opgaver, tilsmilede lykken ikke bygmesteren, som muligvis begik selvmord efter at have forladt hjemmet i Skt. Mogensgade 20 den 8. april 1745, og han blev begravet i stilhed uden jordpåkastelse.
Stort set alle hans værker er fredet.

## Værker
I Viborg:
- Borgmesterbolig, senere Latinskolen, Sct. Mogens Gade 1 (1731),
- Sct. Mogens Gade 3 (tidligt 1730'erne) Salomon Gerbers Gård
- Sct. Mogens Gade 7 (ca. 1740) Den Hauchske Gård
- Sct. Leonis Gade 12 (1739, nu Skt. Kjelds Kapel)
- Domhus nord for Viborg Domkirke (1740-41, nedrevet)
- Viborg Tugthus (proj. godkendt 1740, nedrevet)
- Nordfløj m.m. på Brænderigården, Riddergade 4 (1734)
- Store Sct. Hans Gade 10 (før 1731)
- Nytorv 4 Den lille gård på torvet

Andetsteds:
- Ombygning af hovedbygningerne på herregårdene Urup ved Horsens (1732), Tirsbæk (1732), Palsgård (1734) og ny hovedbygning på Palstrup (1740)
- Ombygning af Thorning Kirke (1743) og Karup Kirke (1744)
- Istandsættelse af flere kirker i Jylland

Tilskrivninger:
- Nytorv 4, Viborg
- Helms Apotek, Søndergade 12, Horsens (1736)